# Репище (Видем)
Репище (словен. Repišče) — поселення в общині Видем, Подравський регіон‎, Словенія.